# Hugo Bonemer
Hugo Angeli Bonemer (Maringá, 25 de junio de 1987) es un actor brasileño, más conocido por sus participaciones en teatro.

## Biografía
Es hijo de la directora y coreógrafa Marcia Angeli y del empresario Christian Bonemer.
Su primo es el presentador y periodista brasileño William Bonner.

## Carrera
En el 2012 se unió al elenco principal de la serie Preamar donde interpretó a Frederico "Fred" Velasco hasta el final de la serie después de finalizar su primera temporada ese mismo año.
En el 2013 dio vida a Martín en la serie Malhação. Un año después en el 2014 apareció en la serie Os Homens São de Marte… E é pra lá que eu vou! como Lucas.
En el 2015 apareció en Alto Astral junto a Sophia Abrahão, en la serie interpretó al fotógrafo Nicolas Romantini.

## Filmografía

### Series de televisión
| Año  | Serie                                          | Personaje                 | Notas       |
| ---- | ---------------------------------------------- | ------------------------- | ----------- |
| 2016 | A Lei do Amor                                  | Augusto Tavares (1ª fase) | -           |
| 2015 | O Negócio                                      | Rodolfo                   | -           |
| 2015 | Por siempre                                    | Nicolas Romantini         | -           |
| 2015 | As Canalhas                                    | Pedro Henrique            | -           |
| 2014 | Os Homens São de Marte… E é pra lá que eu vou! | Lucas                     | -           |
| 2014 | Fantástico (Quadro: A Mulher da Sua Vida)      | Joven                     | -           |
| 2013 | Malhação                                       | Martín                    | 22 episodio |
| 2013 | 220 volts                                      | Álvares de Azevedo        | -           |
| 2012 | Preamar                                        | Frederico Velasco         | 12 episodio |

### Películas
| Año  | Título                           | Personaje   | Notas                                                                                                   |
| ---- | -------------------------------- | ----------- | --- |
| 2016 | Minha Fama de Mau                | Bobby Darin | - |
| 2014 | Confissões de Adolescente        | Lucas       | junto a Sophia Abrahão, Bella Camero, Malu Rodrigues, Clara Tiezzi, Cássio Gabus Mendes y Olívia Torres |
| 2011 | Talvez eu nem saiba o que é isso | Pedro       | - |
| 2009 | Aperte o Play                    | Carlos      | - |

### Director y autor
| Año  | Título                  | Notas                   |
| ---- | ----------------------- | ----------------------- |
| 2016 | O Noviço, Musical       | obra - director         |
| 2012 | A Outra Face do Espelho | obra - autor            |
| 2011 | O Quebra Nozes          | obra - autor            |
| 2011 | Coppelia                | obra - autor            |
| 2009 | Pedacinho do céu        | obra - director y autor |

### Teatro
| Año         | Título                      | Personaje          | Directores (as)      | Teatro | Notas                                                                 |
| ----------- | --------------------------- | ------------------ | -------------------- | ------ | --------------------------------------------------------------------- |
| 2016        | O Noviço, Musical           | Carlos             | Hugo Bonemer         | -      | -                                                                     |
| 2015        | Macho Alfa                  | Luizinho           | Marcelo Serrado      | -      | -                                                                     |
| 2015        | Rock in Rio, 30 anos em 15m | Aleph              | Rodrigo Nogueira     | -      | -                                                                     |
| 2015        | De Camões a Cazuza          | -                  | Sebastião Lemos      | -      | -                                                                     |
| 2015        | Ordinary Days               | Jason              | Reiner Tenente       | -      | -                                                                     |
| 2014        | Romeu e Julieta             | Romeu / Ama        | Marcia Angeli        | -      | -                                                                     |
| 2014        | A História dos Amantes      | Luizinho           | Marcelo Serrado      | -      | -                                                                     |
| 2013        | Sonho de Verão              | Franz              | Marcia Angeli        | -      | -                                                                     |
| 2012 - 2013 | Rock in Rio - O Musical     | Aleph              | João Fonseca         | -      | junto a Yasmin Gomlevksy, Ícaro Silva, Guilherme Leme y Emilio Dantas |
| 2012        | De Camões a Cazuza          | Alex               | Sebastião Lemos      | -      | -                                                                     |
| 2010 - 2012 | Hair                        | Claude Bukowski    | Charles Möeller      | -      | junto a Igor Rickli, Letícia Colin y Karin Hils                       |
| 2010        | Coppelia                    | Franz              | Marcia Angeli        | -      | -                                                                     |
| 2009        | Pedacinho do céu            | Petruquio / Lobato | Marcelo Serrado      | -      | -                                                                     |
| 2009        | Bark! - Um Latido Musical   | Rocks / Sam        | José Possi Neto      | -      | -                                                                     |
| 2008        | Cardiff                     | Coro               | André Garolli        | -      | -                                                                     |
| 2008        | Mulheres de Shakespeare     | Romeu              | Jô K. y Brian Penido | -      | -                                                                     |
| 2007        | Bela Adormecida             | Príncipe           | Marcia Angeli        | -      | -                                                                     |
| 2006        | Cinderella                  | Príncipe           | Marcia Angeli        | -      | -                                                                     |
| 2001        | A Bela e a Fera             | Lumiére            | Marcia Angeli        | -      | -                                                                     |
| 2000        | O Mágico de Oz              | Leão               | Marcia Angeli        | -      | -                                                                     |
| 1998        | O Quebra-Nozes              | Quebra-Nozes       | Marcia Angeli        | -      | -                                                                     |
| 1995        | Sítio do Pica-pau Amarelo   | Pedrinho           | Marcia Angeli        | -      | -                                                                     |
| 1994        | O Pequeno Alfaiate Valente  | Alfaiate           | Rô Fagundes          | -      | -                                                                     |

## Premios y nominaciones
| Año  | Categoría            | Premio                         | Serie/Obra  | Resultado |
| ---- | -------------------- | ------------------------------ | ----------- | --------- |
| 2015 | Prêmio Contigo de TV | Novela                         | Alto Astral | Nominado  |
| 2015 | Perfil Jovem         | Prêmio Jovem                   | -           | Nominado  |
| 2014 | Ator Revelação       | Overtrofeu (Portal Overtube)   | Malhação    | Ganó      |
| 2014 | Novela               | Prêmio Contigo de TV           | Malhação    | Nominado  |
| 2014 | Perfil Jovem         | Prêmio Jovem                   | Malhação    | Nominado  |
| 2014 | Melhor Ator          | Troféu Internet (SBT)          | Malhação    | Nominado  |
| 2011 | -                    | Faz Diferença (Jornal O Globo) | Hair        | Nominado  |
| 2010 | -                    | APTR                           | Hair        | Nominado  |
| 2010 | -                    | Arte Qualidade Brasil          | Hair        | Nominado  |
| 2010 | Ator                 | Arte Qualidade Brasil          | Hair        | Nominado  |